# 베트남의 민족
베트남은 다민족 국가로서 베트남 정부가 공인하는 민족의 수가 54개에 이른다. 최대 민족은 낑족(京族) 또는 비엣족(越族)으로 보통 베트남인이라고 할 때 다수종족인 이 낑족을 가리키는 경우가 많다. 킨족은 베트남 전체의 85.3%를 차지한다. 낑족 내부에서도 서로 다른 역사적 배경과 정체(政體)를 거친 북부인과 남부인은 여러 가지 면에서 대조적인 신체적 특징과 정치, 경제적 대립의식을 갖고 있다. 각각의 소수민족은 고유한 언어와 문화를 가지고 있으며 참족과 같이 역사상 독립국가였다가 베트남에 흡수된 민족도 있고, 민족국가를 이루지 못한 채 산간지역에서 생활을 하는 민족도 있다.
2019년 베트남 인구조사에 따르면 킨(비엣족)족이 85.3%, 따이족1.92%, 태국족이 1.89%, 므엉족이 1.51%, 몽족 1.45%를 , 크메르족 1.37%, 눙족 1.13%, 나머지 인 그룹은 인구의 5.43%를 차지한다.

## 54개 민족 목록
1. 낑족 (Kinh / 京. 비엣(Viet / 越)족이라고도 함)
2. 바나족 (Ba Na / 巴那)
3. 보이족 (Bố Y / 布依)
4. 브러우족 (Brâu)
5. 브루 - 번 끼예우족 (Bru - Vân Kiều)
6. 짬족 (Chăm / 占) - 베트남 남부에 역사상 존재했던 참파 왕국의 후예
7. 쩌로족(Chơ Ro / 加由)
8. 쭈루족 (Chu Ru / 朱歟)
9. 쯧족 (Chứt) - 킨 족과 근연혈통이나 2000~4000명에 불과하다.
10. 꼬족 (Co / 孤)
11. 꺼호족 (Cờ ho / 基呼)
12. 꺼라오족 (Cờ Lao / 旗勞)
13. 꺼뚜족 (Cơ Tu / 基修)
14. 꽁족 (Cống / 貢)
15. 야오족 (Dao / 猺) - 미엔 족이라고도 하며 이들이 사용하는 언어는 흐몽족의 언어과 관계가 있다.
16. 에데족 (Ê Đê / 𠲖帝, Rhade)
17. 자이족 (Giáy)
18. 재찌엥족 (Giẻ Triêng / 綵𡎞)
19. 하니족 (Hà Nhì / 何貳)
20. 몽족 (흐몽족) (Mông, H'Mong) - 중국의 먀오족과 동계 종족이다.
21. 호아족 화족(華族) 재월 화교(在越華僑)라고도 한다. 거의 대부분 베트남과 가까운 중국남부 출신이다.
22. 흐레족 (Hrê)
23. 자라이족 (Gia Rai / 嘉淶 또는 J'rai로도 철자함)
24. 캉족 (Kháng / 抗)
25. 크메르족 (Khơ Me Crộm) 크메르인 캄보디아의 다수 민족
26. 커무족 (Khơ Mú)
27. 라찌족 (La Chí / 羅志)
28. 라하족 (La Ha / 羅呵)
29. 라후족 (La Hủ / 羅詡)
30. 라오족 (Lào / 牢) - 라오인 라오스의 다수 민족
31. 이족 (로로족) (Lô Lô / 盧盧, Yi) 중국 운남성에 거주하는 이족과 동계이다.
32. 르족 (Lự / 濾)
33. 마족 (Mạ)
34. 망족 (Mảng / 莽)
35. 므농족 (M'nông)
36. 므엉족 (Mường / 𡙧) - 킨 족과 가장 혈연적으로 가까우며 언어도 베트남어와 가까운 므엉어를 쓴다.(베트남어는 비엣-므엉어족에 속함)
37. 응아이족 (Ngái / 𠊎, 중국계 언어를 말하나, 도시에 거주하는 호아족(화교)과는 별개로 분류된다.)
38. 눙 족 (Nùng / 儂)
39. 어두족 (Ơ Đu / 於都)
40. 빠탠족 (Pà Thẻn)
41. 푸라족 (Phù Lá / 芙蘿)
42. 뿌빼오족 (Pu Péo)
43. 라글라이족 (Ra Glai)
44. 러맘족 (Rơ Măm)
45. 산짜이족 (Sán Chay / 振齋)
46. 산지우족 (Sán Dìu / 振遙, 중국계 언어를 말하나, 호아족(화교)과는 별개로 분류된다.)
47. 시라족 (Si La / 蚩羅)
48. 써당족 (Xơ-đăng / 疏登)
49. 씨똉족 (Xtiêng)
50. 따오이족 (Tà Ôi / 斜偎)
51. 따이족 (Tày / 齊) - 북부 베트남에 타이어 계통의 언어를 쓰며 인구 150만명으로 소수 민족 중 가장 인구가 많다. 농득마인 2001년부터 2011년까지 베트남 공산당 중앙위원회 총비서 따이족 출신이다.
52. 타이족 (Thái / 泰) - 타이인 태국의 다수 종족이다.
53. 토족 (Thổ / 土) - 킨족과 근연 민족
54. 씽문족 (Xinh Mun / 𦎡椚)

## 인구 수에 따른 분류
2019년을 기준으로 전체 베트남 인구는 96,208,984명 이었으며, 아래는 베트남에서 가장 인구가 많은 20개 소수민족 목록이다.
| 인구순위 | 소수민족   | 베트남어    | 인구수     | 비율   |
| -------- | ---------- | ----------- | ---------- | ------ |
| 0        | 전체인구   | ----------- | 96,208,984 | 100%   |
| 1        | 낑족       | Kinh        | 82,085,826 | 85.32% |
| 2        | 따이족     | Tày         | 1,845,492  | 1.92%  |
| 3        | 타이족     | Thái        | 1,820,950  | 1.89%  |
| 4        | 므엉족     | Mường       | 1,402,095  | 1.51%  |
| 5        | 몽족       | Mông        | 1,393,547  | 1.45%  |
| 6        | 크메르족   | Khmer       | 1,319,652  | 1.37%  |
| 7        | 눙족       | Nùng        | 1,083,298  | 1.13%  |
| 8        | 야오족     | Dao         | 891,151    | 0.93%  |
| 9        | 호아족     | Hoa         | 749,466    | 0.78%  |
| 10       | 자라이족   | Gia Rai     | 513,930    | 0.53%  |
| 11       | 에데족     | Ê Đê        | 398,671    | 0.41%  |
| 12       | 바나족     | Ba Na       | 286,910    | 0.30%  |
| 13       | 써당족     | Xơ Đăng     | 212,277    | 0.22%  |
| 14       | 산짜이족   | Sán Chay    | 201,398    | 0.21%  |
| 15       | 꼬호족     | Cơ Ho       | 200,800    | 0.21%  |
| 16       | 산지우족   | Sán Diều    | 183,004    | 0.19%  |
| 17       | 참족       | Chăm        | 178,948    | 0.19%  |
| 18       | 흐레족     | H rê        | 149,460    | 0.16%  |
| 19       | 라글라이족 | Ra Glai     | 146,613    | 0.15%  |
| 20       | 므농족     | M'Nông      | 127,334    | 0.13%  |

## 같이 보기
- 해외 베트남인(영어판)
  - 베트남계 미국인
  - 베트남계 캄보디아인(영어판)
  - 베트남계 프랑스인
  - 베트남계 말레이시아인(영어판)
- 중국의 민족
- 타이완 원주민
- 일본의 민족 문제
- 태국의 민족(영어판)
- 캄보디아의 민족(영어판)
- 버마의 민족(en:List of ethnic groups in Burma, 미얀마)
- 인도네시아의 민족(영어판)
- 터키의 소수 민족(영어판)
- 남아시아의 민족(en:South Asian ethnic groups, 인도, 파키스탄, 방글라데시, 스리랑카 등)